# Termizace

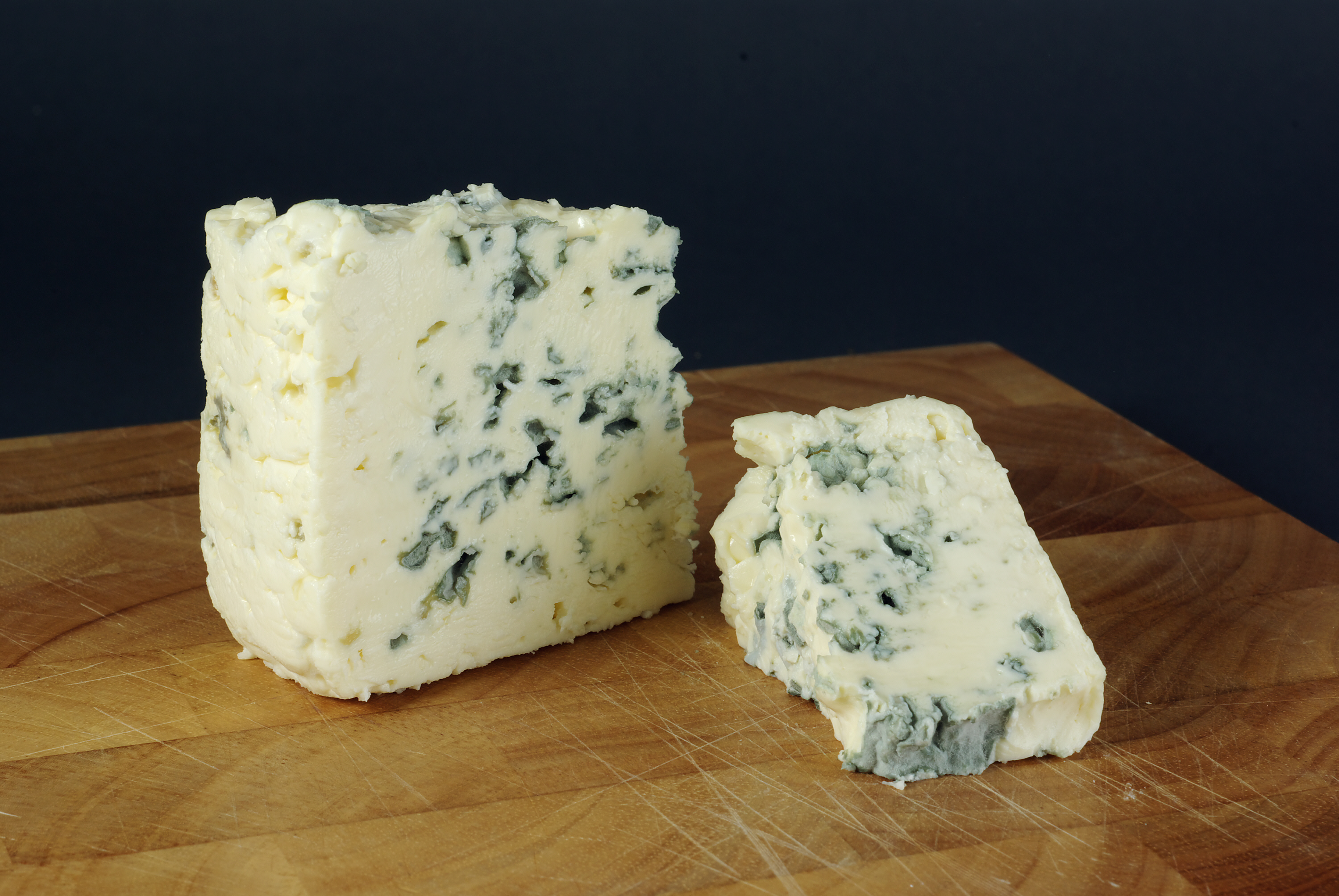
Sýr s modrou plísní patří mezi sýry vyráběné z termizovaného mléka

Termizace je proces tepelného ošetření syrového mléka a jiných mléčných potravin. Tepelné ošetření mléka, odpovídající účinku při zahřátí na teplotu 57 °C až 68 °C po dobu nejméně 15 sekund, a mléčných výrobků po ukončení kysacího procesu a před balením k potlačení nebo zastavení aktivity přítomné mléčné mikroflóry až do teploty 80 °C. Pomocí tohoto procesu se upravují také kysané mléčné výrobky, u kterých je potřeba zastavit kysání, a to teplotou 80 °C. Cílem termizace je odstranění patogenních bakterií, je šetrnější než pasterizace, tudíž současně tento postup ponechává téměř nezměněnou přítomnost užitečných bakterií jako např. laktobacily a některé druhy streptokoků, konkrétně Streptococcus thermophilus. Po procesu mléko musí vykazovat pozitivní reakci na fosfátový test. Fosfatázový test testuje přítomnost alkalické fosfatasy. Při posuzování pasterizace její přítomnost značí neefektivní proces.
V Česku se tento proces používá např. při výrobě termixů. V zahraničí je termizace nejpoužívanější při produkci sýrů a konzervovaného mléka; takové výrobky potom mají delší trvanlivost a je možné je skladovat déle, čímž se snižují finanční náklady na dopravu.